# Camborne
Camborne (korn. Cambron) – miasto w Wielkiej Brytanii, w Anglii w hrabstwie Kornwalia. Wraz z Redruth tworzy lokalną konurbację o wielkości 40 000 mieszkańców, będącą jednocześnie największym skupiskiem ludności w hrabstwie.

## Historia
Miasto było ośrodkiem wydobycia cyny, zwłaszcza w XVIII i XIX wieku. W połowie XIX wieku powstała jedyna w Wielkiej Brytanii szkoła wyższa kopalnictwa i metalurgii, później przeniesiona do Exeter i połączona z tamtejszym uniwersytetem.

## Miasta partnerskie
- Pachuca (Meksyk)
- Sainte-Anne-d’Auray (Francja)